# Роберт Гернхарт (награда)
Литературната награда „Роберт Гернхарт“ (на немски: Robert-Gernhardt-Preis) е учредена през 2008 г. от Хесенското министерство за наука и изкуство в памет на писателя Роберт Гернхарт. Наградата се спонсорира от Провинциалната банка Хесен-Тюрингия.
Отличието се присъжда ежегодно на двама хесенски писатели, „за да ги подкрепи при осъществяването на значим литературен проект“.
Наградата възлиза по на 12 000 €.

## Носители на наградата
- 2009: Елземари Малецке и Андреас Майер
- 2010: Петер Курцек и Андреас Мартин Видман
- 2011: Томас Гзела и Матиас Гьориц
- 2012: Франц Вицел и Петер Смит
- 2013: Рикарда Юнге и Паулус Бьомер
- 2014: Курт Драверт и Улрике Сиха
- 2015: Гила Лустигер и Аника Шефел
- 2016: Зилке Шойерман и Норберт Церингер
- 2017: Даниела Дрьошер и Майке Ветцел
- 2018: Юлия Волф и Флориан Вакер